# Montebello di Bertona
Montebello di Bertona é uma comuna italiana da região dos Abruzos, província de Pescara, com cerca de 1.120 habitantes. Estende-se por uma área de 21 km², tendo uma densidade populacional de 53 hab/km². Faz fronteira com Civitella Casanova, Farindola, Penne, Villa Celiera.

## Demografia
| Variação demográfica do município entre 1861 e 2011                               |
|                                                                                   |
| Fonte: Istituto Nazionale di Statistica (ISTAT) - Elaboração gráfica da Wikipedia |